# کتابخانه سنت موریتز
کتابخانه سنت موریتز (به انگلیسی St. Moritz Library) یک کتابخانه در سنت موریتز در سوئیس است. که در آن کتاب و اسناد و مدارک نگهداری می‌شود.
کتابخانه واقع در داخل ساختمان مدرسه قدیمی بر پلازا دا اسکولا قرار دارد، این کتابخانه دارای بیش از ۷۰۰۰ کتاب به زبان‌های مختلف و از جمله آلمانی، ایتالیایی، فرانسوی و انگلیسی است.